# 은하

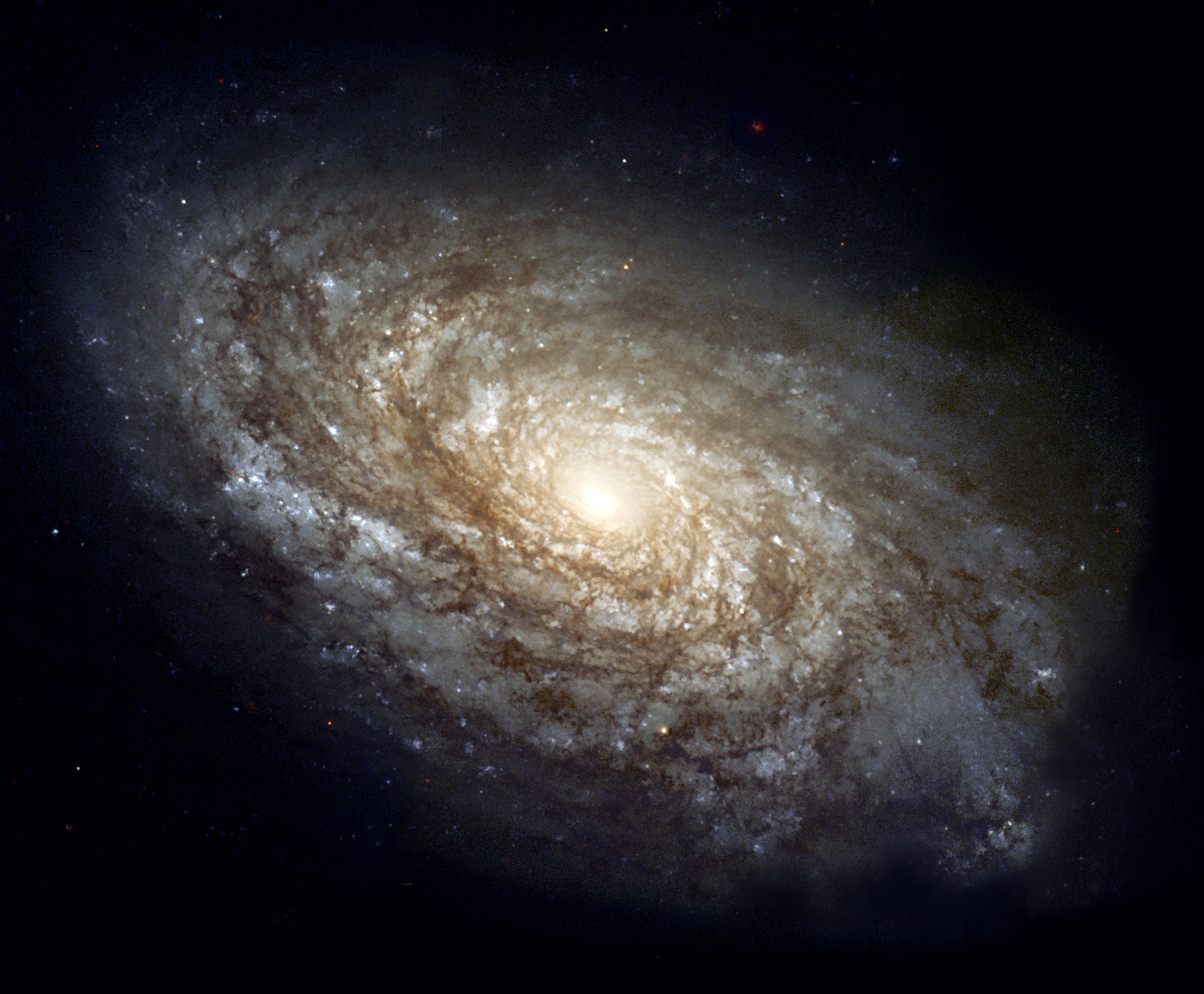
머리털자리의 나선 은하 NGC 4414

은하(銀河, 영어: galaxy)는 항성, 밀집성, 성간 물질, 암흑 물질 등이 중력에 의해 묶여져서 이루는 거대한 천체들의 무리이다.

## 어원
은하를 뜻하는 용어 "갤럭시(galaxy)"는 은하수를 의미하는 그리스어 단어 "갈락시아스"(γαλαξίας)에서 유래했다.

## 항성 수
은하들은 작은 은하들은 천 만(107) 개 이하의 항성으로 이루어져 있고, 큰 것들은 100조(1014)여 개의 항성들을 가지고 있는데, 이 항성들은 모두 은하의 질량 중심 주위를 공전하고 있다. 태양도 지구를 비롯한 태양계 천체들을 거느리고 다른 항성들과 마찬가지로 은하 주위를 공전하고 있다.

## 내부
은하 안에는 수많은 항성계, 성단, 성간운들이 있으며, 이 사이의 공간은 가스, 먼지, 우주선(cosmic-ray)들로 이루어진 성간물질들로 채워져 있다. 우리가 아직 정확히 그 본질을 이해하지 못하고 있어 암흑물질이라고 불리는 물질이 일반적으로 은하 질량의 약 90%를 차지하고 있다고 여겨진다. 한편 많은 관측 결과들에 따르면, 많은 은하들의 중심에 초대질량 블랙홀이 존재한다고 여겨진다. 이 초대질량 블랙홀은 일부 은하들의 핵에서 발견되는 활동은하핵(은하의 중심영역에서 매우 압축된 지역)의 주된 원인으로 지목되고 있다. 우리 은하 역시 그 중심에 이러한 매우 무거운 블랙홀을 품고 있는 것으로 보인다.

## 형태 분류
역사적으로 은하는 겉보기 모습, 즉 시각적 형태로 분류가 되어 왔다. 일반적인 형태로 타원 은하와 나선 은하가 있는데 전자는 대강의 윤곽이 타원형이고 후자는 먼지투성이의 나선팔들이 소용돌이치는 원반형 구조이다. 불규칙하거나 기묘한 모양의 은하들은 불규칙 은하로 분류되며, 보통 이웃 은하들의 중력 때문에 모양이 교란된 것이다. 은하 간의 상호 작용으로 은하들이 서로 합쳐지면 보통 별생성률이 커지게 되는데, 때로는 아주 급격하게 별들이 만들어지는 폭발적 항성생성 은하가 된다. 타원이나 원반같이 고른 구조를 갖추지 못한 작은 은하들 역시 불규칙 은하로 분류된다.

## 관측 가능한 은하 수
관측 가능한 우주에는 약 1,700억(1.7 × 1011) 개 이상의 은하들이 존재하는 것으로 추측된다. 대부분의 은하들은 직경이 약 1천 ~ 10만 파섹에 달하며  수 백만 파섹의 간격을 두고 흩어져 있다.

## 은하 간 공간
은하 간 공간은 평균 밀도가 1 입방미터 당 1개의 원자도 되지 않는 희박한 기체들로 채워져 있다. 대다수의 은하들은 은하군과 은하단이라고 하는 상위 구조를 이루고 있으며, 은하단들이 모여 초은하단이라고 불리는 거대한 구조를 형성한다. 초은하단은 가느다란 선이나 넓은 판과 같은 구조(sheets and filaments)를 따라 분포하며 이것들은 광대한 텅 빈 공간(초 공동)으로 둘러싸여 있다.

## 어원
은하를 뜻하는 "갤럭시(galaxy)"는 마치 젖이 흐르는 것처럼 뿌옇게 보이는 은하수를 의미하는 그리스어 단어 "갈락시아스"(γαλαξίας, galaxias)에서 유래했다. 그리스 신화에서, 제우스가 어린 헤라클레스를 불사신으로 만들기 위해 헤라가 자는 사이 그 젖을 물렸다. 헤라는 잠에서 깨서 자기가 모르는 아기에게 젖을 주고 있다는 것을 알고 아기를 밀쳐 냈다. 그래서 그녀의 젖이 밤하늘에 흩뿌려졌고 그 흔적이 은하수가 되었다고 한다.
영어에서는 대문자로 시작하는 "Galaxy"로 쓰면 하나 뿐인 우리 은하(영어로는 Milky Way)를 의미하며, 소문자("galaxy")로 쓸 경우에는 무수히 많은 은하들 중 하나를 의미한다. 우리 은하 또는 은하수만을 가리키는 "밀키 웨이(Milky Way)"라는 단어는 제프리 초서의 글에서 처음 등장한다
| “ | "See yonder, lo, the Galaxyë Which men clepeth the Milky Wey, For hit is whyt." | ” |
|   | — 제프리 초서, 《영예의 집》The House of Fame, c. 1380                          |   |

## 발견 및 존재 입증
- 1786년에 윌리엄 허셜이 자신의 심원 천체 목록을 만들면서 메시에 31과 같은 특정 천체들을 "나선 성운"(spiral nebula)이라고 불렀다. 후에 이 천체가 사실은 엄청난 수의 항성들로 이루어져 있다는 것과 이 천체들이 우리 은하 바깥에 존재한다는 것이 밝혀지고 나서는 "섬 우주(island universes)"라고 불리게 된다. 하지만 "우주(Universe)"라는 단어는 존재하는 모든 것들을 가리키는 것으로 이해될 소지가 다분했고, 따라서 이 용어는 사장된 뒤 "은하"(galaxies)라는 용어가 사용되었다.[15]

한국어의 '은하'는 중국어의 '은하(銀河)'(또는 '천하(天河)')를 유래로 하여, 이는 밤하늘 은하수의 은빛에 의해 명명되었다.

## 은하 관측의 역사

### 은하수 (우리 은하)
은하수가 많은 별들로 이루어져 있다는 사실은 1610년에 갈릴레오 갈릴레이에 의해 처음으로 밝혀졌다. 그는 자신이 직접 만든 망원경으로 은하수를 관찰하여 흐릿하게 성운처럼 보이는 은하수가 실제로는 개개의 별들로 분해 된다는 것을 발견했다. 1750년에는 영국의 토머스 라이트(Thomas Wright)가 은하수는 많은 항성이 중력으로 묶여 회전하는 천체로, 이것을 내부에서 보고 있기 때문에 하늘에서 띠 모양으로 보이는 것이라는 설을 태양계에 대한 관측에서 유추하였다.

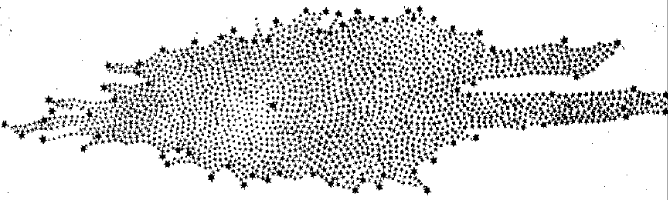
허셜이 별의 개수를 세어 추론한 은하의 구조

은하수의 실제 모습과 태양이 은하수 내에 어디에 위치하는 지를 알아내려는 시도는 윌리엄 허셜에 의해 처음으로 이루어졌다. 1788년 허셜은 밤하늘의 각 방향에 존재하는 별들의 수를 세어, 어두운 별은 먼 거리에 있다는 가정을 바탕으로 별들의 분포를 구하려고 시도했다. 그 결과, 항성은 은하수에 가까울수록 많이 분포해있다는 것을 발견했고, 태양은 은하의 중심부분에 위치한다고 결론을 내렸다. 1920년에는 네덜란드의 야코뷔스 캅테인이 허셜의 방법에 따라 더 정교하게 관찰하였고, 우리 은하의 직경은 약 15kpc이며, 허셜과 마찬가지로 태양은 거의 중심에 있다고 주장하였다. 한편 미국의 할로 섀플리는 구상 성단의 분포가 궁수자리 방향이 집중 되어있기 때문에, 우리 은하는 지름이 약 70kpc인 편평한 원반이며 태양은 그 외곽에 위치한다고 주장했다. 실제로는 성간물질에 의한 빛의 흡수 효과를 고려하지 않았기 때문에 은하계의 크기에 대한 의견은 모두 올바른 값이 아니었지만, 태양계가 원반 모양의 우리 은하 외곽에 있다는 섀플리의 주장은 오늘날에도 올바른 것으로 여겨진다.

### 외부 은하의 발견

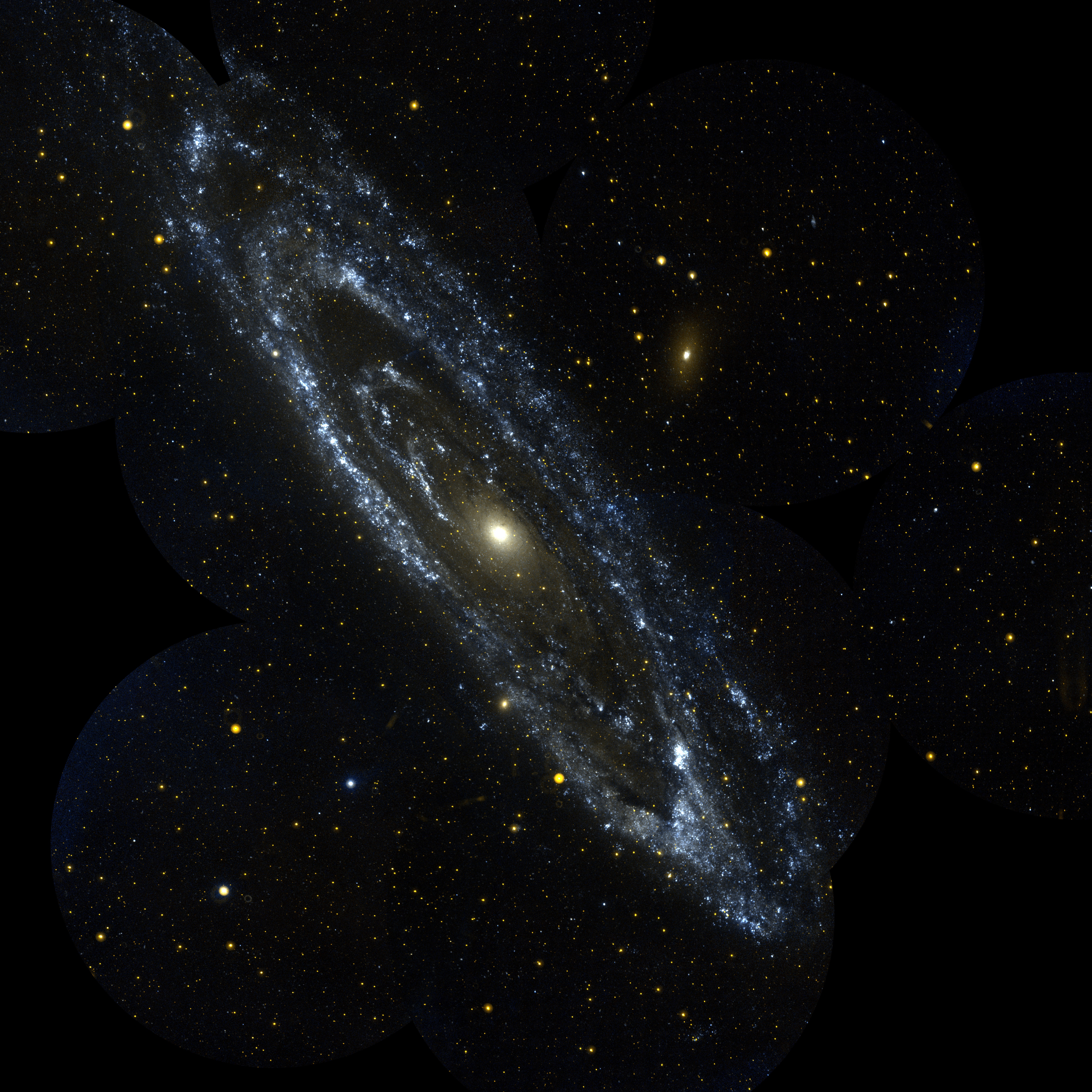
자외선으로 본 안드로메다 은하

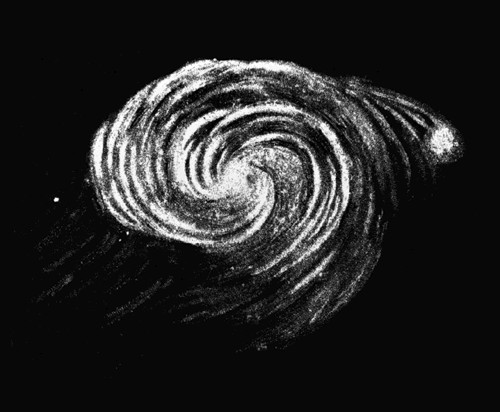
로스 백작이 그린 삼각형자리 은하(M33)의 모습

- 인류가 처음으로 관측한 우리 은하 밖의 은하는 안드로메다 은하(M31)이다. 10세기에 페르시아 천문학자인 알 수피(Abd al-Rahman al-Sufi)가 처음으로 안드로메다 은하를 관측하고, 이를 '작은 구름' 같다고 서술한 기록이 남아 있다.[18] 나중에 안드로메다 은하는 1612년에 독일의 시몬 마리우스에 의해 재발견 된다.[출처 필요] 또한 알 수피는 대마젤란 은하도 관측하였는데, 이 은하는 남반부에 위치해 있어서 16세기 전까지는 유럽에 알려지지 않았다.[19][20]

- 1750년에 토머스 라이트가 은하수는 별들로 이루어져 있고, 하늘에 성운처럼 보이는 천체들은 우리 은하 같은 것이라고 추론을 하였다.[17][21] 1755년에는 독일의 이마누엘 칸트가 이러한 생각을 발전시켜 성운들은 은하수와 같은 천체가 멀리 있는 것이라고 지적하며, 그것을 "섬 우주"(island universe)라고 칭했다. 1774년에는 프랑스의 샤를 메시에는 구름 모양의 천체를 혜성과 구별하기 위해 메시에 천체 목록을 발표하였다. 1840년대에는 영국의 로스 백작(Lord Rosse)이 구경 72인치짜리 대형 망원경을 만들어 이를 이용해 다양한 천체 스케치를 남겼다. 그는 사냥개 자리의 M51이 나선형을 하고 있다는 것을 발견했다. 그는 알려진 성운 중에 나선 모양의 천체가 많이 존재하고, 반면에 그러한 특징이 없는 단순한 타원형인 것도 있다는 것을 발견했다. 이 당시에는 이러한 천체들이 외부 은하인지 몰랐기 때문에 모양에 따라 "성운(nebula)" 또는 "나선성운(spiral nebula)"라고 불렀다.[22]

1912년에는 베스토 슬라이퍼(Vesto Slipher)가 처음으로 "나선 성운"들의 스펙트럼을 관측하여, 이 성운들이 큰 적색편이를 보이며, 따라서 우리로부터 매우 빠르게 멀어져 가고 있다는 사실을 발견했다.
1920년에는 할로 섀플리와 히버 커티스(Heber Doust Curtis) 사이에 나선 성운들의 본질을 두고, 소위 대 논쟁(Great Debate)이 열리게 된다.

이 유명한 논쟁에서 섀플리는 은하수가 우주 전체이며, 나선 성운의 하나인 안드로메다는 단순히 우리 은하의 일부라고 주장했고, 반면에 커티스는 안드로메다와 나선 성운들은 우리 은하 밖에 존재하는 다른 은하, 소위 섬 우주(Island universe)라고 주장했다. 이 논쟁은 1924년에 이르러 서야 에드윈 허블에 의해 해결되게 된다. 허블은 안드로메다 은하에서 세페이드 변광성을 발견하였고, 변광성의 절대 등급과 변광 주기 관계를 이용하여 안드로메다 은하까지의 거리가 약 90만 광년이라는 것을 계산해냈다. 이 값은 당시 알려져 있던 우리 은하의 크기에 비해 충분히 큰 값이었기에, 안드로메다 은하가 우리 은하 밖의 천체임이 확인되었다.
이로써 안드로메다 은하를 비롯한 나선 성운들은 모두 우리 은하 밖의 천체라는 사실이 확립되었다. 1936년에 허블은 은하들의 형태학적인 분류법을 고안했으며, 이는 허블 분류법이라는 이름으로 현재까지도 쓰이고 있다.

### 현대의 은하 연구

은하의 회전 속도 곡선. B가 관측된 자료이고, A는 보이는 물질로 설명할 수 있는 부분이다.

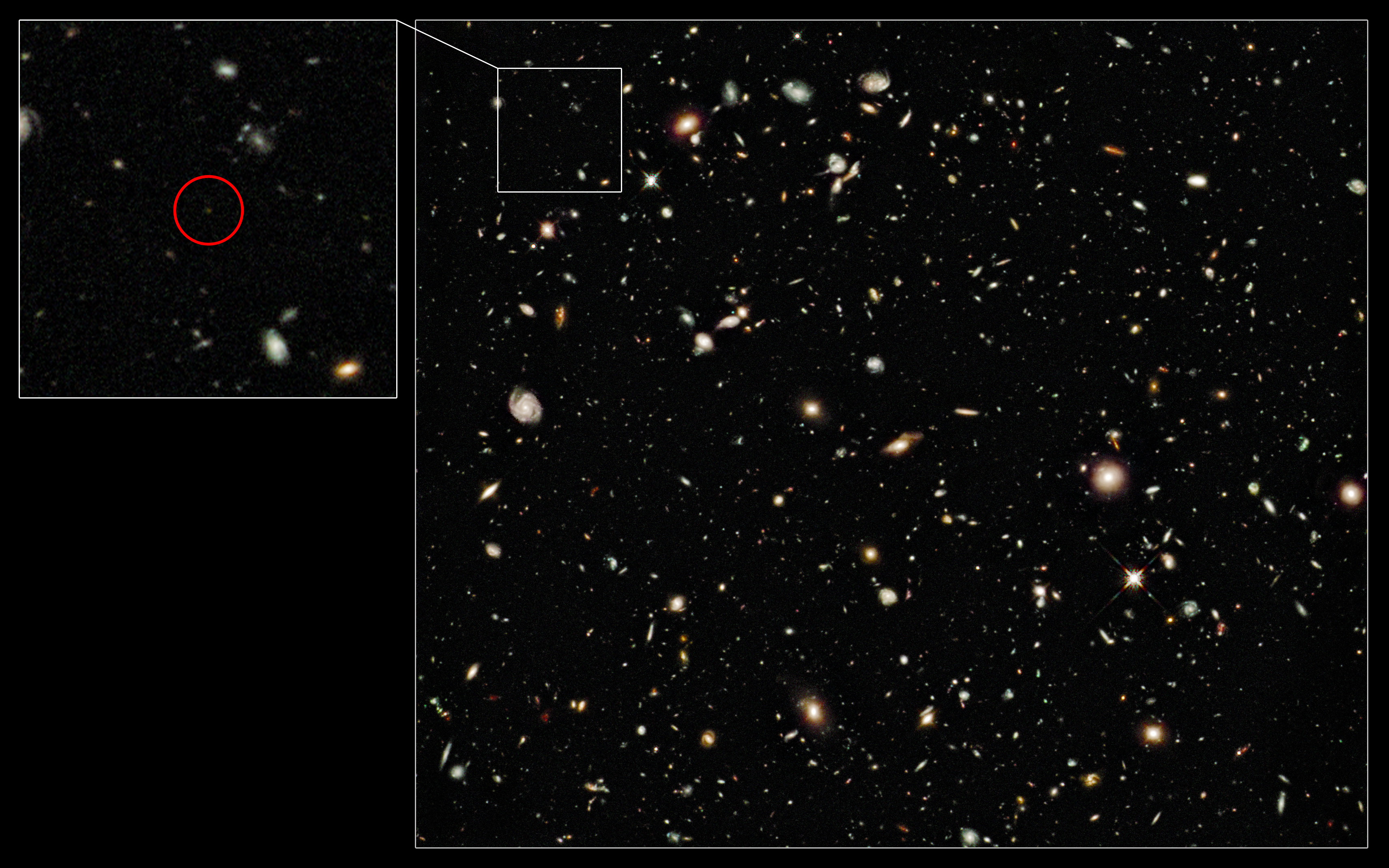
가장 먼 은하 중의 하나인 UDFy-38135539는 지구로부터 약 131억 광년 떨어져 있다.

- 1944년에는 네덜란드의 헨드릭 판더휠스트(Hendrik van de Hulst)가 우리 은하의 성간 수소 가스가 21cm선을 방출할 것 이라고 예측했고, 이 전파 선은 마침내 1951년에 관측되었다.[28] 전파는 성간 물질에 흡수되지 않기 때문에, 21 cm 수소선의 도플러 효과를 이용해 우리 은하 전체의 수소 가스의 분포와 운동을 조사할 수 있게 되었다. 그 결과, 우리 은하에도 나선팔 구조가 있는 것이 밝혀졌다.[29] 현재는 전파 망원경의 발달로 우리 은하 밖의 은하의 수소 분포도 조사되고 있다.

- 1970년대에는 베라 루빈(Vera Rubin)에 의해 수소선의 관측에서 얻은 은하의 회전 속도가 은하의 바깥쪽 부근에서도 늦춰지지 않는다는 것이 밝혀 졌다.[30] 이로써 은하의 회전 속도 곡선을 은하에 있는 별이나 가스같은 물질 만으로는 설명할 수 없으므로 다른 물질이 필요하다는 사실이 알려졌다. 이렇게 "빛을 내지 않지만 질량을 가진 물질"을 암흑 물질이라고 한다. 암흑 물질의 정체에 대해서는 다양한 설이 있지만, 아직 명확히 밝혀지지 않고 있으며, 현대 물리학 및 천문학이 풀어야 할 가장 중요한 문제 중의 하나로 남아 있다.[31]

- 1990년에 들어 대형 망원경과 허블 우주 망원경의 등장으로 인해, 마침내 아주 먼 거리에 있는 은하들을 (따라서 은하들의 수십 억 년 전 모습을) 관측할 수 있게 되었다.[출처 필요] 이렇게 아주 멀리 떨어져 있는 은하들을 고 적색편이 은하(high-redshift galaxy)라고 한다. 예를 들어 1995년에, 허블 망원경은 허블 딥 필드라고 불리는, 역사상 가장 깊은 우주의 이미지를 얻었는데 여기에는 은하 까지의 거리가 약 100억 광년이 넘는 은하들도 포함되어 있었다.[32] 한편 사람의 눈에 보이지 않는 여러 파장의 빛을 관측할 수 있는 기술이 발달하면서 (예를 들어 전파 망원경, 적외선 카메라, X-선 망원경), 현재는 여러 파장에서 오는 정보를 종합하여 은하의 특성들을 이해하는 노력이 이루어지고 있다.

## 형태와 분류

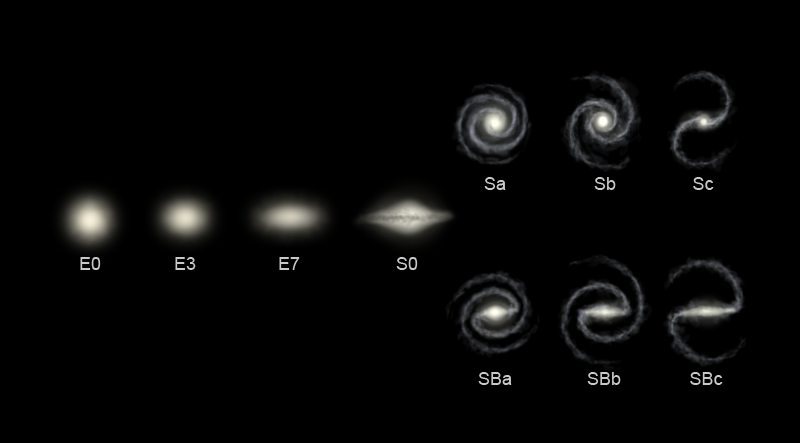
허블 순차에 따른 은하 분류. E는 타원 은하, S는 나선 은하, SB는 막대나선은하를 가리킨다.

은하에는 세가지 기본적 분류가 있다. 타원형, 나선형, 불규칙 형체가 바로 그것들이다. 은하를 그 형태에 따라 구체적으로 분류한 것을 허블 분류라고 부른다. 그러나 허블 분류는 오직 시각적 모양만 가지고 분류한 것이기 때문에 별 생성률(폭발적 항성생성 은하)이나 은하핵의 활동성(활동 은하)와 같은 다른 중요한 특성들을 놓칠 수도 있다.

#### 타원 은하
허블의 분류 체계에서 타원 은하는 그 타원율에 따라 거의 원에 가까운 E0에서 찌그러진 모양의 E7까지 세분화된다. 타원 은하들은 타원체의 형태이기 때문에 어느 방향에서 보든지 타원 형태의 모양을 보인다. 타원 은하의 구조는 단순하고 성간 물질이 상대적으로 적다. 따라서 타원 은하에서는 새로운 별들이 적게 만들어지고, 산개 성단이 적은 대신, 은하 중심을 임의의 방향으로 공전하는 늙은 별들로 주로 이루어져 있다. 이런 점은 타원 은하보다 훨씬 작은 구상 성단의 경우와 비슷하다.
우주에서 가장 큰 은하들은 주로 타원 은하이다. 많은 타원 은하들이 은하간의 상호작용으로 충돌·병합되어 만들어졌다고 생각된다. 이런 식으로 타원 은하들은 나선 은하와 비교해 엄청난 크기로 자라게 되는데, 거대 타원 은하들은 보통 큰 은하단의 중심 부근에서 발견된다.
폭발적 항성생성 은하는 이러한 은하들의 충돌로 생겨난 것인데, 이것들이 이후 타원 은하를 형성할 수도 있다.

#### 나선 은하

대표적인 정상 나선 은하인 소용돌이 은하(왼쪽).

나선 은하는 오래된 항성들로 이루어진 팽대부를 중심으로 항성들과 성간 물질들이 회전하는 원반 모양을 이루고 있다. 팽대부에서 바깥쪽으로는 나선팔들이 뻗어져 나온다. 허블 분류에서 나선 은하는 S로 나타내며, 나선팔이 꼬인 정도와 팽대부의 크기에 따라 Sa, Sb, Sc로 분류된다. Sa형은 나선팔이 팽팽하게 감겨 있고, 나선팔과 나선팔 사이의 구분이 확실하지 않으며, 팽대부가 상대적으로 크다. Sc형은 나선팔이 느슨하고 뚜렷하며, 팽대부가 상대적으로 작다. Sb는 둘의 중간 정도이다. 나선팔이 뚜렷하지 않은 은하들은 양털나선은하(flocculent spiral galaxy)라고 하고, 반대로 나선팔이 두드러지게 나타나는 은하들은 웅대구조 나선은하(grand design spiral galaxy)라고 부른다.
나선은하의 나선팔은 밀도파 때문에 발생하는 밀도가 높은 영역이라고 여겨진다. 별들과 마찬가지로 나선팔도 일정한 속도로 공전하지만, 별보다는 훨씬 느린 속도로 움직인다. 은하의 원반에서 별들이 이 나선팔에 가까워지면 이 밀도가 높은 영역의 중력 때문에 별이 빨리 움직여서 나선팔에 모이게 되고, 일단 나선팔을 지나치게 되면 다시 원래대로 공전 속도가 느려진다. 이러한 효과는 곧잘 정체가 발생하는 고속도로에 비유된다. 차들의 정체가 발생해서 차들이 많이 몰려있는 구간이 은하의 나선팔에 해당된다. 차들이 정체 구간에 항상 들어왔다가 다시 나가는 것처럼, 별과 가스도 나선팔에 모였다가 벗어나게 된다. 따라서 나선팔은 주변보다 밀도가 높고, 새로운 별이 만들어지기도 하기 때문에 눈에 쉽게 띄는 것이다.

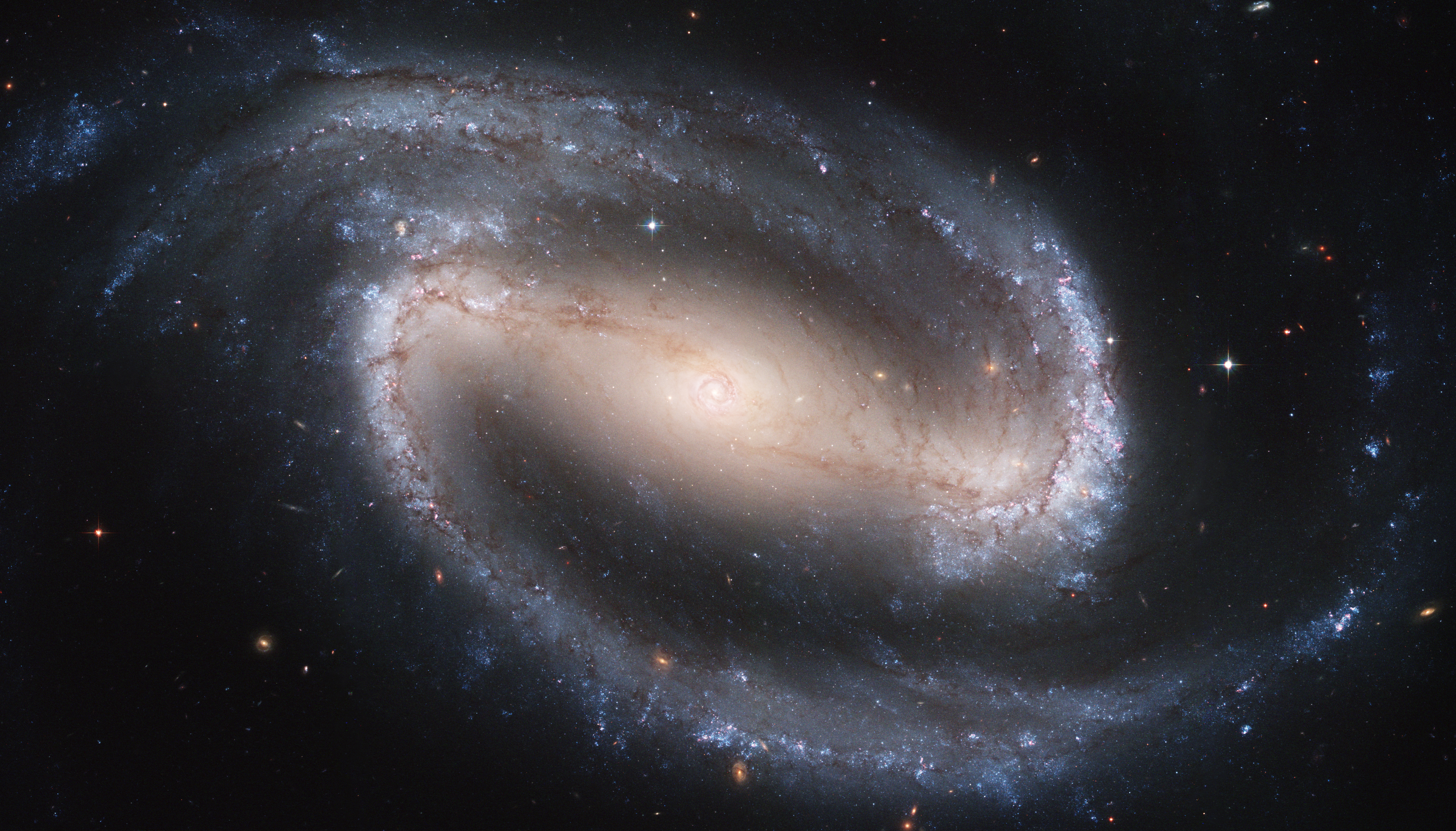
NGC 1300, 막대나선은하의 예시이다.

상당수의 나선 은하들은 팽대부에서부터 시작되어 바깥쪽의 나선팔과 연결되는 막대 모양의 구조를 갖기도 하는데, 이 같은 은하를 막대나선은하(barred spiral galaxy)라고 부른다.
허블 분류에서는 SB로 표시하며, 일반 나선은하와 마찬가지로 SBa처럼 나선팔의 감긴 정도에 따라 a, b, c를 뒤에 붙인다. 이러한 막대 구조는 밀도파나 은하간 상호작용 때문에 발생하는 일시적인 구조라고 생각된다.
많은 막대 은하들은 흔히 활동은하핵을 가지기도 하는데, 이는 막대 구조가 가스를 은하 중심으로 쉽게 보내는 역할을 하기 때문이라고 여겨지기도 한다.
우리 은하는 지름이 약 30kpc, 두께가 약 1kpc인 막대 나선은하에 속한다.
우리은하는 약 2천억(2×1011)개의 별들을 가지고 있으며, 태양 질량보다 약 6천억(6×1011)배 큰 질량을 가지고 있다.

#### 렌즈형 은하
렌즈형 은하(lenticular galaxy)는 타원 은하와 나선 은하의 중간 성격을 갖는 은하이며, 허블 분류에서는 S0로 분류된다.
막대 구조가 있으면 막대 렌즈형 은하(SB0)으로 분류된다. 뚜렷한 나선 팔이 보이지 않으며, 별의 분포는 타원은하와 비슷하다.

#### 기타 은하

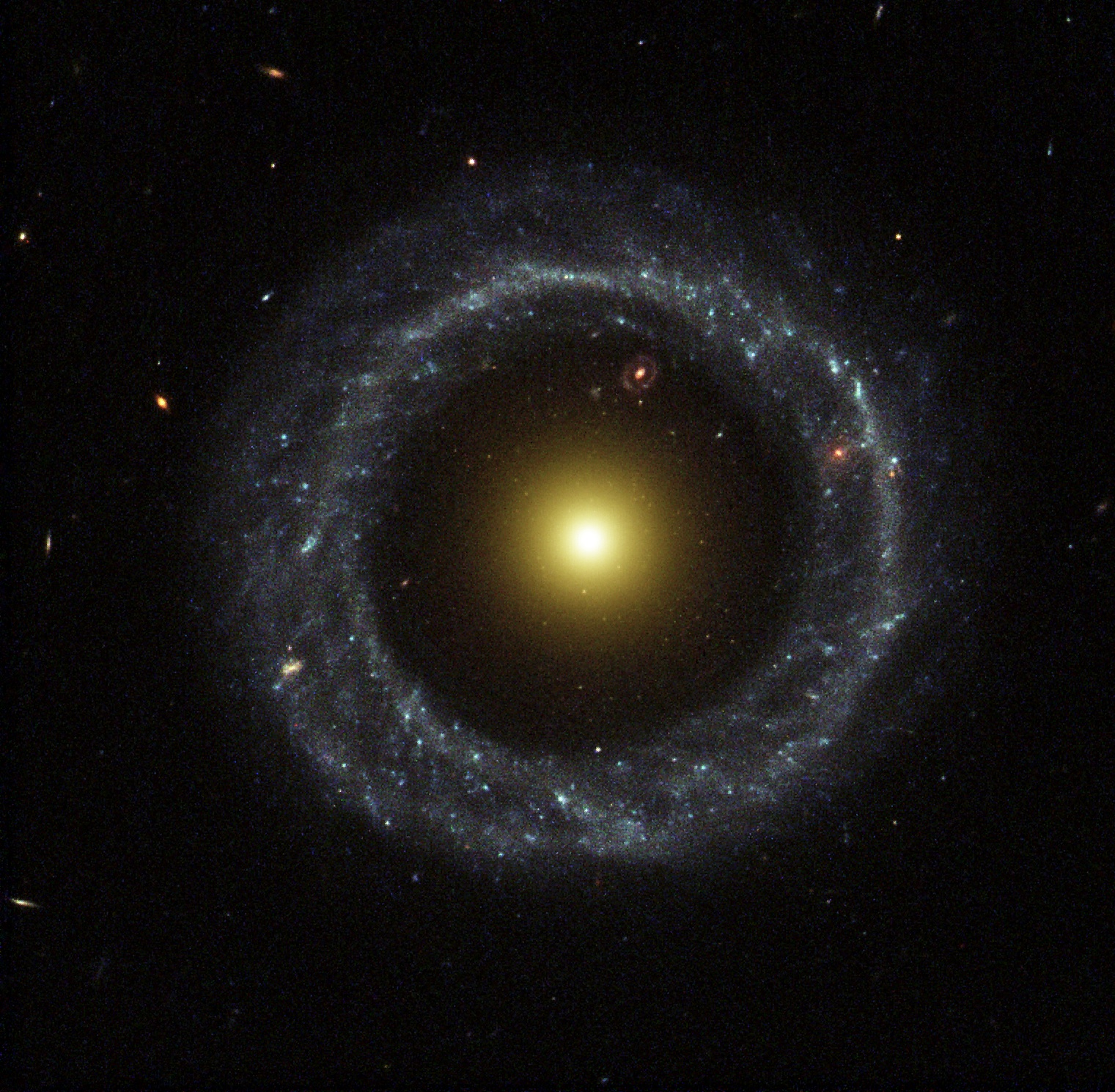
고리 은하의 한 예인 호그의 천체.

특이 은하는 은하간 상호작용 때문에 은하의 모양이 타원이나 원반과 달리 기묘하게 변형된 은하이다. 대표적인 예로 고리 은하(ring galaxy)가 있는데, 이것은 중심에 은하 팽대부만 있고 이를 별들과 성간 물질들이 고리 모양으로 둘러싸고 있다. 이러한 고리 은하는 작은 은하가 나선 은하의 중심을 관통해서 생긴 것으로 생각된다. 유명한 안드로메다 은하도 적외선 파장으로 관측했을 시 여러 개의 고리 모양이 나타나는데, 비슷한 사건으로 인해 형성된 것으로 보인다.
어떠한 분류에도 속하지 않는 은하는 불규칙은하(Irr, irregular galaxy)로 분류한다. Irr-I형 은하는 타원이나 나선은하와 비슷한 구조가 있긴 하지만 분류하기가 힘든 은하들이며, Irr-II형 은하는 일정한 형태가 전혀 없어서 허블 분류로 나누기가 거의 불가능한 은하이다. 불규칙 은하의 예로는 마젤란 은하(Magellanic Clouds)가 있다.

#### 왜소 은하
타원 은하나 나선 은하들에 비해 눈에 잘 띄지 않지만, 개수로 볼 때 왜소 은하들은 우주의 거의 대부분을 차지한다. 왜소 은하들의 크기는 보통 우리 은하의 약 100분의 1 정도에 불과하고, 약 10억 개 정도에 불과한 별들로 구성되어 있다. 최근에 발견된 아주 조밀한 왜소 은하들(ultra-compact dwarf galaxy)은 크기가 약 100 pc에 불과한 것들도 있다.
많은 왜소 은하들은 다른 큰 은하 주위를 공전하는 위성 은하이다. 예를 들어 우리 은하 주위에는 이러한 수십 개의 위성 은하들이 알려져 있으며, 지금도 계속 발견되고 있다.
왜소 은하들은 또한 형태에 따라 타원 왜소 은하, 나선 왜소 은하, 불규칙 왜소 은하 등으로 분류되기도 한다.

## 특이한 모습들

### 상호 작용
별들 사이의 충돌은 거의 일어나지 않는 반면, 은하들 사이의 충돌·상호작용은 꽤 빈번히 일어나며, 이는 은하의 형성과 진화에 아주 중요한 영향을 미친다. 상호 작용의 정도에는 여러가지가 있다. 은하들이 정면으로 충돌하지 않고, 약간 비켜 나가는 경우에는 서로의 조석력 때문에 은하가 찢어지거나 늘어나고, 가스나 먼지들이 서로 교환되기도 한다.

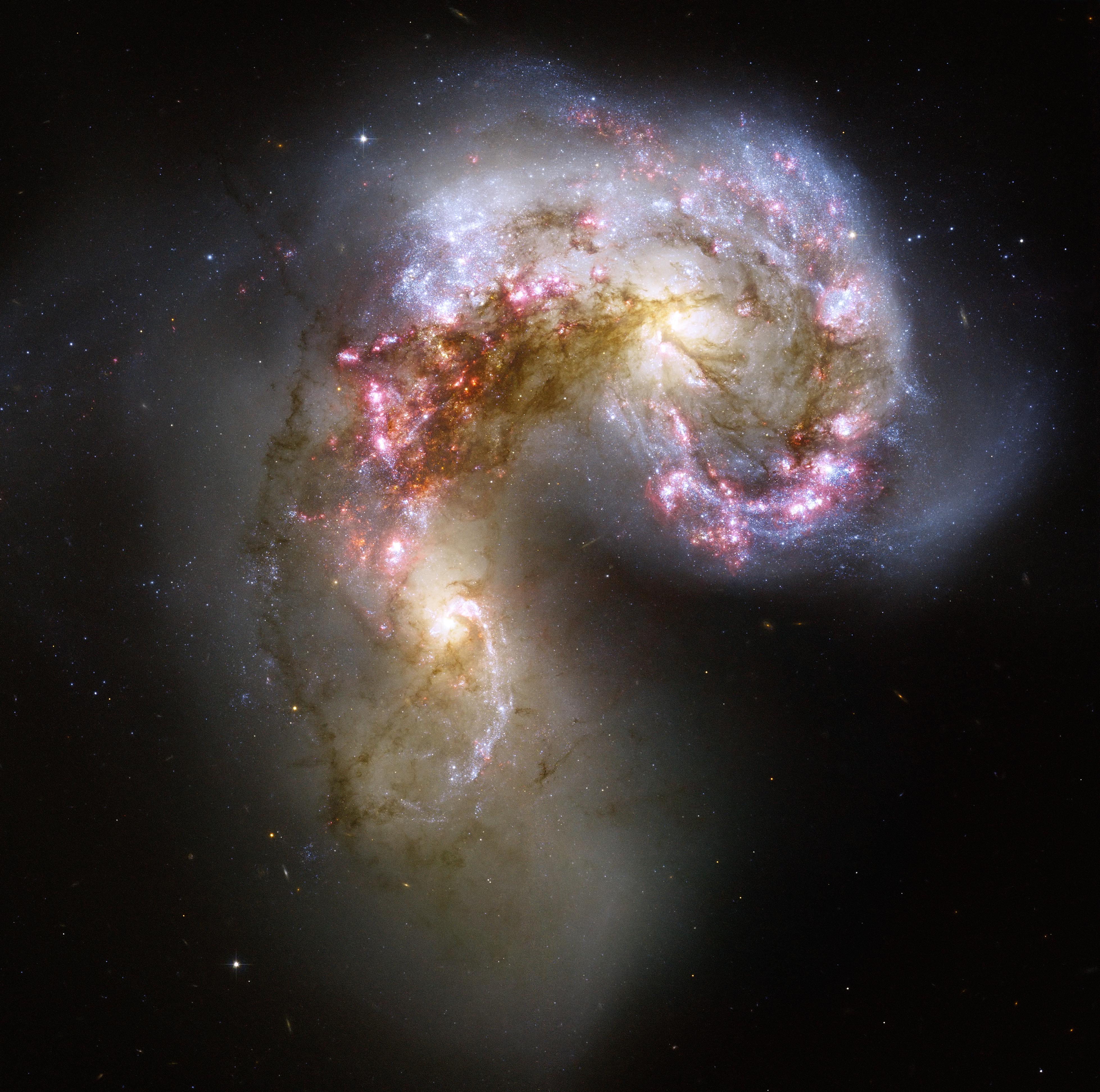
더듬이 은하(Antennae Galaxies) 두 은하가 충돌해서 큰 은하로 병합되고 있다.

은하들이 직접 충돌하지만, 상대적인 운동량이 커서 하나로 합쳐지지 않는 경우도 있다. 이러한 은하들의 충돌의 경우에도, 별의 크기는 별 사이의 거리에 비해 너무 작으므로 두 은하의 별들이 직접 서로 충돌하는 일은 없다. 그러나 은하의 가스와 먼지들은 서로 강한 상호작용을 일으키게 된다. 이 때문에 성간물질이 압축되거나 불안정해져서 폭발적인 별 생성(star-burst)이 일어나기도 한다. 은하들 사이의 충돌은 하나 또는 모든 은하의 모양을 심하게 변형시키고, 막대나, 고리, 연결 다리 또는 꼬리 같은 여러 가지 구조들을 만들어 낸다.
은하들의 운동량이 작은 경우에는 상호 작용 뒤에 은하들이 하나로 합쳐지기도 하는데, 이를 은하들의 병합(galaxy merger)이라고 부른다. 이 경우 은하들은 서서히 더 큰 하나의 새로운 은하로 병합되며, 그 과정에서 형태가 완전히 변하게 된다. 만약 두 은하 중 하나가 다른 것 보다 월등히 큰 경우, 작은 은하가 큰 은하에 완전히 흡수되므로(먹히게 되므로), 이를 은하의 흡수 합병(galactic cannibalism)이라고 부르기도 한다. 이 경우 큰 은하는 거의 모양이 변하지 않는 반면, 작은 은하는 조석력에 의해 쉽게 찢어지게 된다. 예를 들어, 궁수자리 왜소 타원 은하(Sagittarius Dwarf Elliptical Galaxy)와 큰개자리 왜소은하(Canis Major Dwarf Galaxy)는 현재 우리 은하에 합병되고 있는 중이다.

### 폭발적 별생성 은하

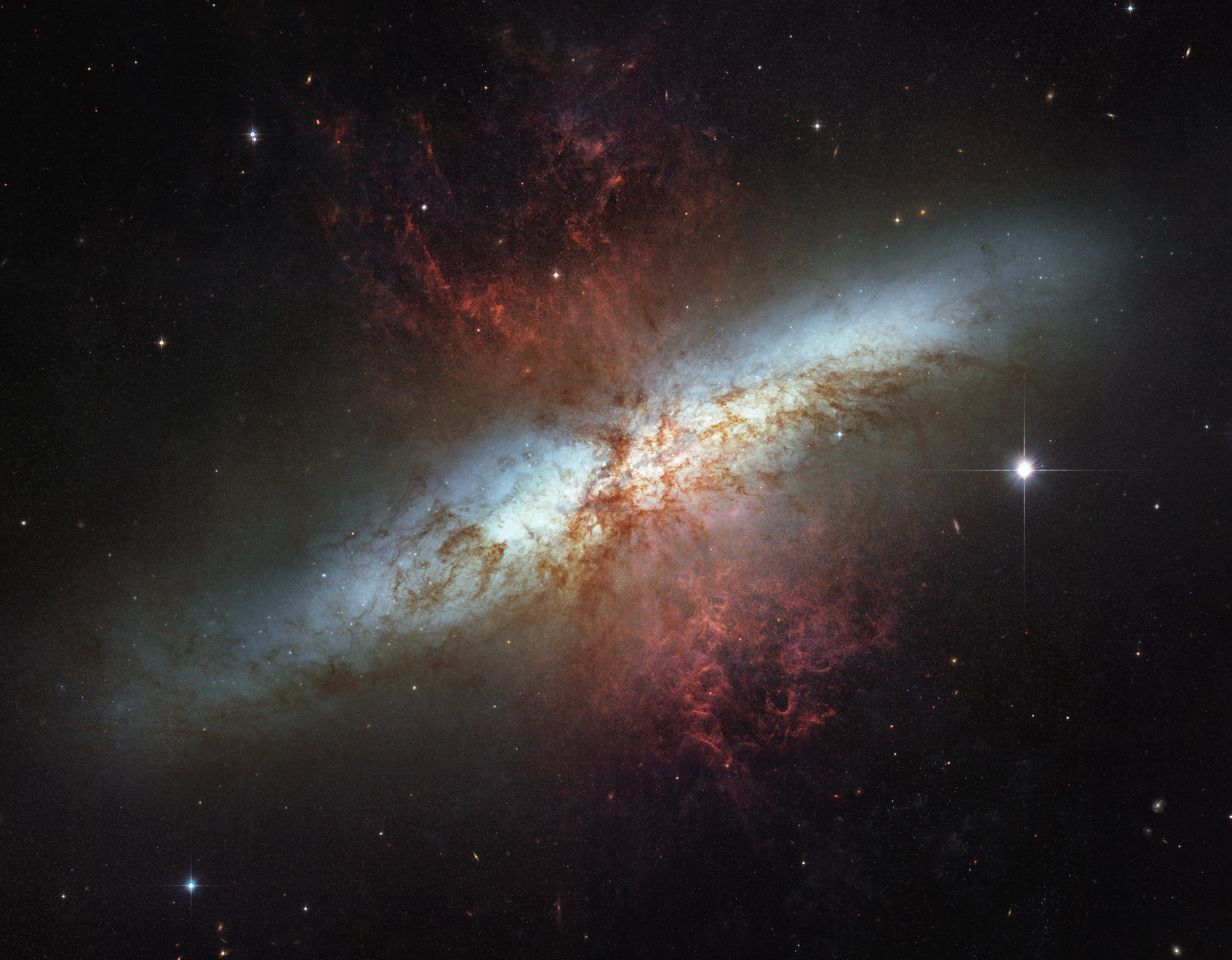
M82, 일반적인 은하보다 10배 이상 별을 만들고 있는 폭발적 별생성 은하의 대표적인 예

일반적으로 별은 은하의 차가운 가스로부터 생성된 거대한 분자구름(molecular cloud)에서 만들어진다. 그런데 어떤 은하들에서는 별들이 일반적인 은하들에서 보다 훨씬 빠른 속도(10-100배)로 만들어지기도 하는데, 이러한 은하들을 폭발적 별생성 은하(starburst galaxy)라고 부른다. 그런데 이렇게 계속 빨리 별을 만들다 보면, 은하는 가지고 있는 별을 만들 수 있는 가스를 금방 소진해버리게 된다. 따라서 이러한 폭발적 별 생성은 오래 지속될 수는 없고, 은하의 나이보다 훨씬 적은 약 천 만년 정도만 지속된다. 이러한 폭발적 별생성 은하는 우주가 젊었던 과거에 훨씬 빈번했을 것이라고 여겨지며, 현재는 전체 우주의 별 생성율의 약 15%정도를 차지한다.
폭발적 별생성 은하에서는 먼지의 함량이 매우 높으며, 주변의 가스 구름들을 이온화해서 H II 영역을 만들 수 있는 무거운 별들을 포함하여, 수많은 별들이 새로 태어난다.
폭발적으로 별을 생성하는 은하는 병합이나 상호 작용 때문에 만들어진다고 여겨진다. 가장 전형적인 예들 들면, 가까이에 있는 상당히 큰 M81 은하와 상호 작용을 하고 있는 M82 은하가 있다.

### 활동은하핵

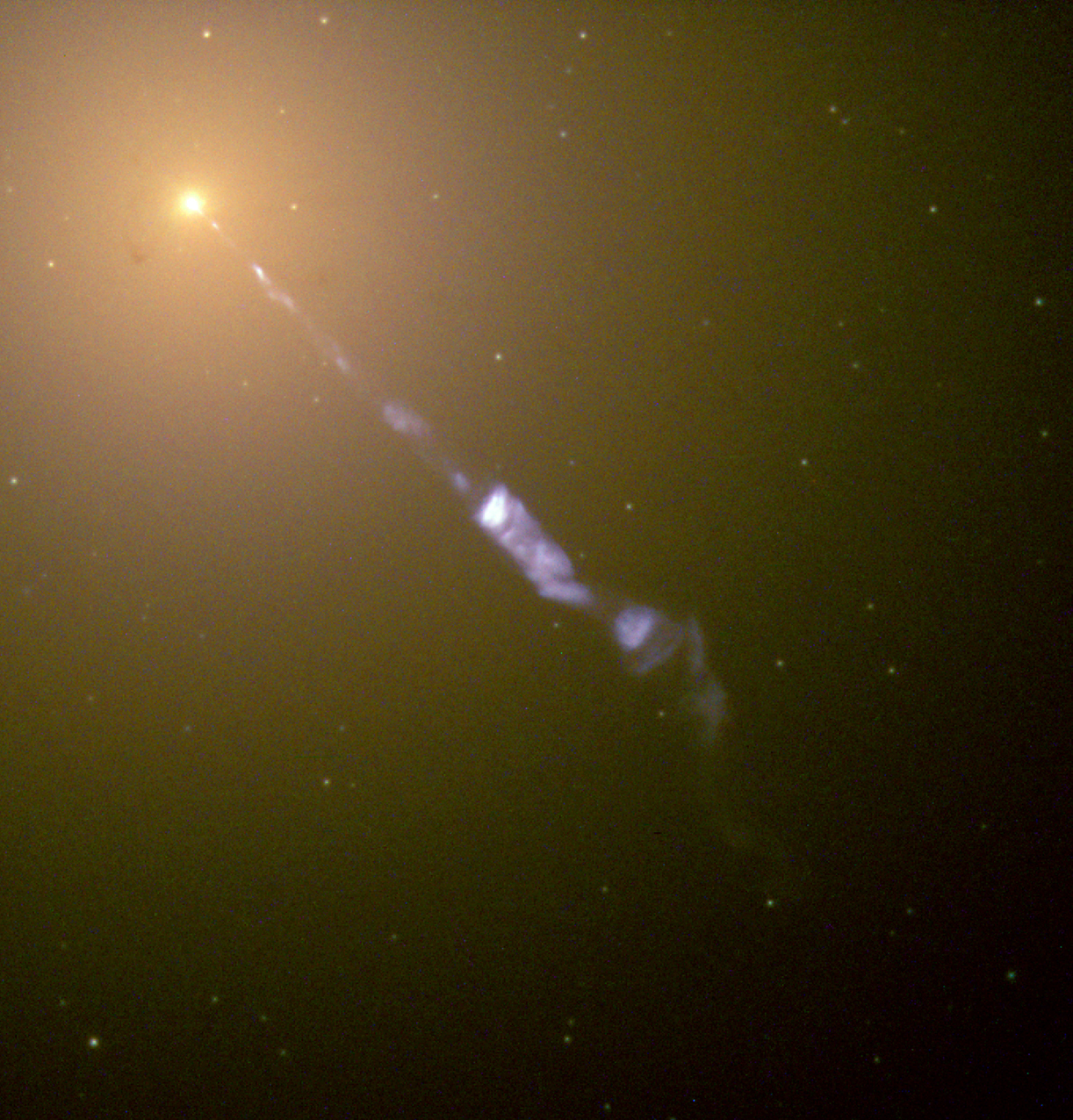
전파은하 M87 중심으로부터 방출되는 입자의 제트

어떤 일부 은하들은 그 중심에 활동은하핵을 가지고 있다. 이는 은하 또는 은하핵에서 방출되는 에너지의 상당 부분이 별, 먼지, 성간물질 같은 것이 아닌 다른 에너지 원(블랙홀)으로부터 나온다는 뜻이다. 이러한 활동은하핵(active galactic nucleus)은 응축원반(accretion disc)을 가진 매우 무거운 블랙홀(Supermassive black hole)이라고 여겨진다. 활동은하핵에서 나오는 에너지는 물질이 이 원반으로부터 블랙홀 안으로 떨어지면서 방출하는 중력 에너지이다.
이러한 활동핵 중 약 10%에서는 거의 빛의 속도로 물질을 서로 반대 방향으로 방출하는 고에너지 제트가 관측되기도 하는데, 어떻게 이러한 제트가 만들어지는 지는 아직도 정확히 알려져 있지 않다.
활동 은하는 주로 관측되는 파장의 특성에 따라 여러가지로 다시 분류가 된다. 예를 들면 밝기에 따라 나뉘는 시퍼트 은하(Seyfert galaxies)와 퀘이사(준항성 천체)가 있으며, 이들은 주로 가시광선에서 특이한 방출선을 보인다. 블레이저(Blazar)는 은하핵에서 나오는 상대론적 제트(relativistic jet)가 정확히 관측자를 향해 있어서 그 크기가 매우 작아 보이고, 밝기가 빠르게 변하는 활동은하핵이다. 전파은하(radio galaxy)는 이러한 제트 때문에 강한 전파를 내는 활동은하를 일컫는다. 이렇게 다양한 활동 은하핵의 특성들은 단지 블랙홀을 어느 방향에서 보는가에 따라 결정된다는 "통합이론"(unified model
of AGN)이 제시되어 있다. 이 외에도 약하게 이온화된 가스들에서 나오는 방출선을 가지고 있는 "LINER"(low-ionization nuclear emission-line region)가 있으며, 이는 매우 약한 활동은하핵 중의 하나라고 여겨지지만, 아직 그 본질은 확실히 밝혀지지 않고 있다. 약 1/3의 가까운 은하들이 이 LINER로 분류된다.

## 은하의 형성과 진화
처음에 어떻게 은하가 생겨났고, 은하가 우주의 긴 역사 동안 어떻게 변해왔는가 하는 것이 은하의 형성과 진화에 관한 연구의 주제이다. 이 분야의 많은 이론들은 천문학자들에게 널리 받아 들여지고 있는 것도 있으나, 은하의 형성과 진화는 현재도 천체물리학의 주요 연구 분야이다.

### 은하의 형성

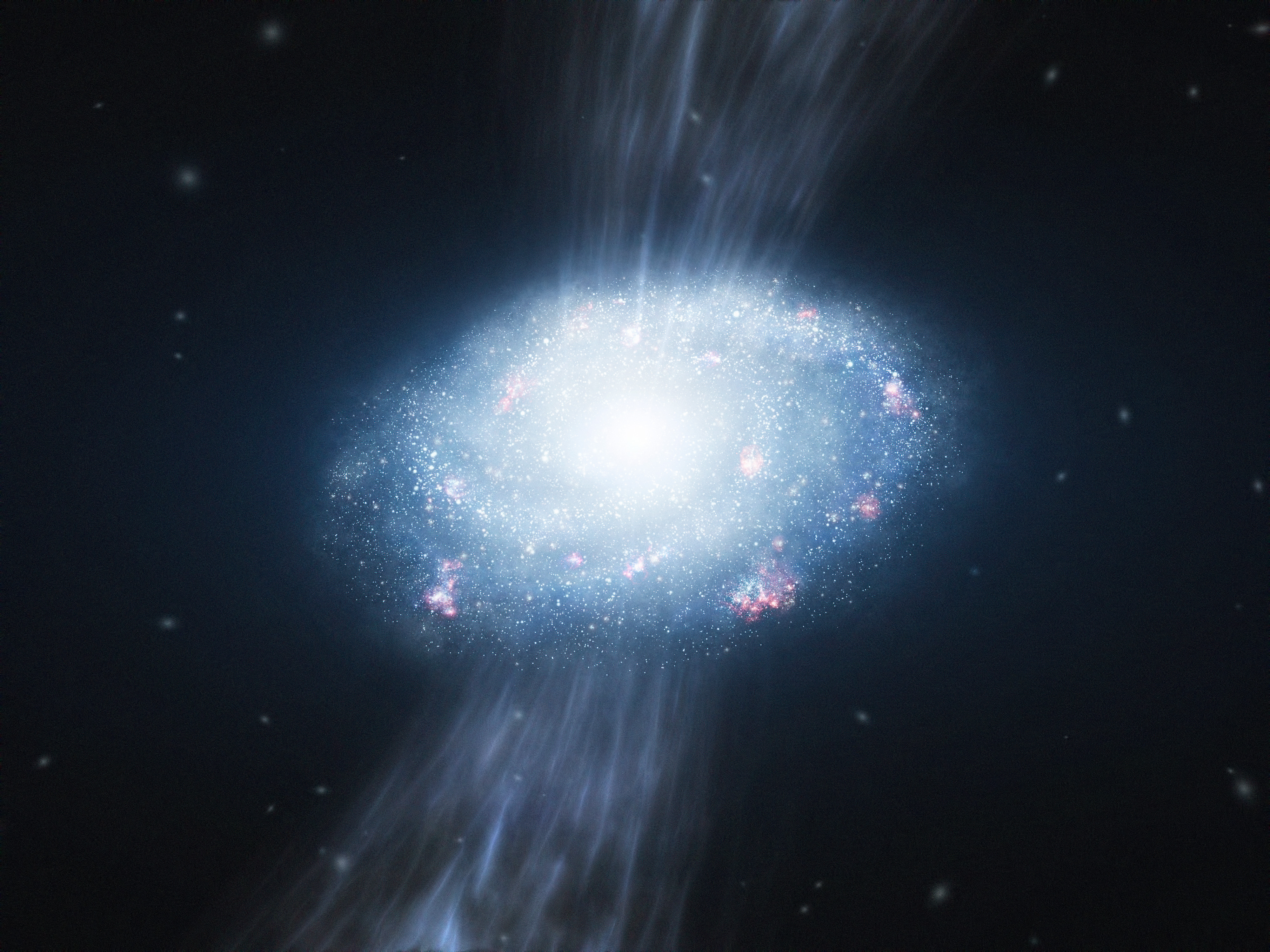
젊은 은하로 가스가 흘러드는 모습의 상상도

현재 널리 받아들여지고 있는 대폭발(빅뱅) 이론에 따르면, 빅뱅 이후 약 30만년 후의 우주의 재결합시기(recombination)에 수소와 헬륨이 만들어지기 시작했다. 이 때는 거의 모든 수소들이 이온화되지 않은 중성 상태에 있었고, 별들이 아직 만들어지지 않았기 때문에, 이 시기를 우주의 "암흑 시대"(Dark Ages)라고 부른다. 이러한 원시우주에 있었던 암흑물질의 밀도 요동으로부터 서서히 우주의 거대 구조가 나타나기 시작했다. 바리온 물질들이 이러한 암흑 물질 헤일로로 모이면서 은하가 만들어지기 시작했고, 이러한 초기 은하가 현재 우리가 알고 있는 은하로 진화했다.
이렇게 최초로 생성된 은하들은 최근에 들어서 관측되기 시작했다. 예를 들면, 2006년에 발견된 IOK-1이라고 불리는 은하는 아주 큰 적색편이(z=6.96)를 가지고 있으며, 이는 빅뱅 후 불과 7억5천만년에 해당한다.
현재(2012년 5월) 분광학으로 확인된 가장 멀리 있고, 따라서 가장 나이가 젊은 퀘이사(ULAS J1120+0641)는 적색편이가 z=7.085이다.
이러한 원시은하의 존재는 그 것들이 소위 암흑시대 동안 성장해 왔음을 시사한다.
초기 우주에서 은하들이 어떤 과정을 거쳐 형성되었는가 하는 것은 천문학의 오래된 연구 주제 중의 하나이다. 과거에는 에겐·린덴벨·샌디지(Eggen·Lynden-Bell·Sandage) 세 사람이 주장한 "위에서 아래로"(top-down)의 은하형성 모형과
설과 찐(Searle·Zinn)이 주장한 "밑에서 위로"(bottom-up)의 형성 모형이
경쟁했었는데, 지금은 작은 암흑물질 헤일로와 은하들이 먼저 만들어지고, 이 같은 작은 은하들이 합쳐지고 자라나서 훨씬 큰 은하들을 만들게 되었다는 "밑에서 위로"(bottom-up)의 은하 형성 모형이 널리 받아 들여지고 있다.
원시은하들이 만들어지면서, 첫 번째 별들이 만들어졌는데, 이를 항성종족III 항성이라고 한다. 이 별들은 다른 중원소들 없이 순수히 수소와 헬륨으로만 이루어져 있었고, 아주 큰 질량을 가졌을 것으로 여겨진다. 만약 그렇다면, 이 큰 별들은 빛을 내기 위해 자신이 가지고 있던 연료들을 매우 빨리 소진해버리고 초신성 폭발로 일생을 마치면서, 자신이 만들어낸 중원소들을 성간 매질로 돌려 보냈을 것이다.
이 첫 세대의 별들은 강한 자외선으로 주변의 중성 수소를 다시 이온화시켜, 별빛이 은하간 물질에 흡수되지 않고 자유롭게 여행할 수 있게 만들었다. 초기 우주의 이러한 시기를 재이온화 시기(reionization)라고 부른다.

### 은하의 진화

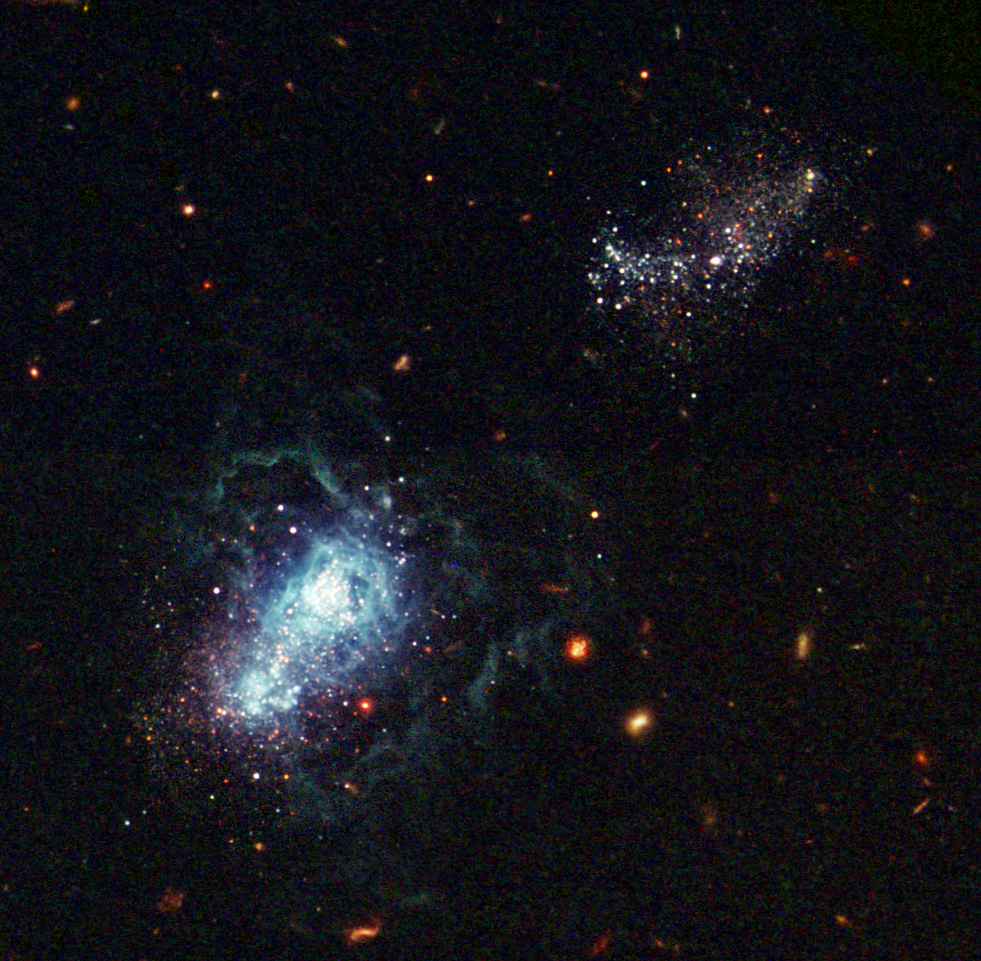
초기우주에 생성된 은하는 그림의 I Zwicky 18(왼쪽 아래)와 비슷했을 것으로 여겨진다.

은하가 만들어지기 시작한 후 약 10억년 정도가 흐르면서, 은하의 주요 구성원들이 형성되기 시작한다. 예를 들면, 구상 성단, 은하 중심의 아주 무거운 블랙홀, 금속함량이 적은 항성종족 II로 이루어진 팽대부(bulge)가 나타난다. 은하 중심의 블랙홀은 비록 은하 전체에 비해 크기는 작지만, 은하의 별생성률에 영향을 줌으로써 은하가 자라는 과정을 조절하는 중요한 역할을 한다고 여겨지고 있다. 이러한 은하 진화의 초기 단계에서 은하는 아주 많은 별들을 폭발적으로 만들게 된다.
시간이 흐르면서 은하에 축척된 물질로부터 보다 젋은 별로 이루어진 은하 원반이 만들어진다.
은하는 이 후에도 계속해서 은하간 매질로부터 계속 새로운 가스를 공급받기도 하고, 또는 다른 은하들과의 상호작용을 통해 가스나 별을 주고 받기도 한다.
비록 초기에는 금속함량이 거의 없고, 거의 수소와 헬륨으로만 이루어져 있었지만, 은하에서 별이 만들어지고, 이 별들이 죽으면서 중원소들을 다시 성간물질로 되돌려 보내게 되어, 점차 은하의 중원소 함량이 높아진다. 그리고 이러한 가스에서 다시 별이 생성되기를 반복하면서, 마침내 별들 주위에서 행성들이 생길 수 있는 조건에 이르게 된다.
은하들의 진화는 은하간 상호작용과 충돌에 의해 크게 좌우된다. 비슷한 크기를 가진 은하 사이의 충돌은 우주 초기에는 흔했었고, 따라서 대부분의 초기 젊은 은하들은 이상하고 교란된 모습들 띄었다.
이러한 은하간 충돌에서 별들끼리 충돌하는 일은 일어나지 않지만, 은하의 가스와 먼지가 조석력 때문에 늘어나거나 잡아 찢어져서 조석꼬리(tidal tail)라고 하는 일련의 구조가 만들어진다. 이러한 예로서는 NGC 4676이나 더듬이 은하(Antennae)가 있다.
다른 예로는 현재 약 130 km/s의 속도로 서로 가까워지고 있는 우리은하와 안드로메다 은하가 있다. 아마 60억년 정도가 지나면, 아마 두 은하는 충돌할 것으로 여겨진다. 과거에 우리은하가 안드로메다 같이 큰 은하와 충돌했었다는 증거는 없지만, 우리은하가 다른 작은 왜소은하들과 충돌하거나 잡아먹었다는 연구 결과는 계속해서 늘어나고 있다.
하지만 시간이 흐르고 우주가 팽창하면서 이렇게 비슷한 질량을 가진 은하의 충돌은 점점 적어지며, 현재 우주에서 실제로 이러한 큰 규모의 상호작용은 매우 드물게 일어난다. 따라서 현재 가장 밝고 무거운 은하들은 주로 먼 과거에(약 100억년 전) 많은 별을 생성했으며, 최근 약 20억년 동안은 거의 변하지 않고 남아 있었다.

## 은하들의 거대구조와 환경
은하들의 개수와 분포들을 조사해 보면 은하들은 홀로 떨어져서 독립적으로 존재하는 것이 아니라. 다른 은하들과 무리를 이루고 있다. 외톨이로 떨어져 있는 은하들은 전체의 약 5%정도에 불과하다. 보다 큰 규모에서 우주는 계속 팽창하고 있으며, 따라서 개별 은하 사이의 거리는 허블의 법칙을 따라 계속 늘어난다. 그러나 은하들이 만약 집단을 이루고 있으면 국지적인 규모에서는 서로의 중력이 더 중요해지기 때문에 이러한 팽창을 극복할 수 있다. 우주의 초기에 생성된 이러한 은하의 무리들은 점점 주변의 은하들이나 다른 무리들과 합쳐지면서 우주가 나이를 먹어감에 따라 점점 커다란 은하단 구조로 발달하게 된다. 이러한 병합 과정 중에 은하단 안의 희박한 가스는 거의 3천만 - 1억도에 이르는 아주 높은 온도를 갖게 된다.
은하단의 약 70–80%는 암흑물질로 이루어져 있으며, 약 10–30%는 뜨거운 가스에, 그리고 나머지 몇 퍼센트는 개별 은하 자체에 속해 있다.
대부분의 은하들은 다른 은하들과 중력으로 묶여 있다. 몇 개의 은하들로 이루어진 은하들의 모임을 은하군(galaxy group)이라고 하며, 이러한 은하군들이 또 모여서 보다 큰 구조를 이루는 식으로 우주는 수직적인 계층(hierarchical) 구조를 갖고 있다. 이러한 계층구조의 가장 아래쪽을 차지하는 은하군은 가장 흔한 은하들의 모임이며, 대부분은 은하들과 우주의 바리온들은 이러한 은하군에 포함된다.
은하군 보다 더 큰 구조는 수 천개의 은하들이 수 Mpc내에 모인 것인데 이를 은하단(clusters of galaxies)이라고 부른다. 은하단의 중심부에는 은하단 전체의 밝기와 맞먹을 정도로 두드러지는 거대한 은하가 종종 존재하는데, 이를 거대확산 은하, cD(cluster Diffuse) 은하, BCG(Brightest cluster galaxy)라고 부른다. 이러한 은하들은 주위의 작은 은하들을 병합하면서 크게 성장한 것으로 보인다.
초은하단(Supercluster)은 은하단, 은하군, 개개의 은하들이 모여 이루는 거대한 구조이며 수천, 수만 개의 은하를 가진다. 초은하단의 규모에서 은하들은 커다란 공동을 둘러싼 가느다란 실이나 넓은 판과 같은 구조(filaments and sheets)를 이루며 분포한다.
초은하단보다 큰 규모에서 본다면, 우주는 등방적(isotropic)이고 균일(homogeneous)하다.
우리 은하는 지름이 약 1 Mpc인 비교적 작은 크기의 국부 은하군(Local Group)에 속한다. 국부은하군에서 가장 밝은 은하는 우리은하외에 안드로메다 은하가 있으며, 그 외의 구성원들은 모두 두 은하들의 위성 은하이다.
국부은하군 자체는 처녀자리 은하단(Virgo cluster)을 중심에 두고 있는 처녀자리 초은하단(Virgo Supercluster) 또는 국부 초은하단(Local Supercluster)의 외곽에 위치한다.

## 여러 파장에서의 은하 관측
우리 은하 밖의 은하가 처음으로 발견된 이후로, 대부분의 관측은 가시광선에서 이루어져 왔다. 별들이 가시광에서 대부분의 빛을 내고, 이온화 된 H II 영역에서 나오는 빛이 여기에 속하므로, 은하들의 광학 관측은 역사적으로 관측 천문학의 주요 분야로 발전해왔다. 그러나 은하들의 특성들을 종합적으로 알아내기 위해서는 다양한 파장에서의 연구가 필요하다.
예를 들어, 우주 공간의 성간 먼지는 가시광선을 흡수한다. 반면 적외선은 이러한 먼지에 잘 흡수되지 않으므로, 별이 생성되는 거대 분자 구름의 속을 관찰하거나 먼지로 가려진 은하수의 중심 부분을 자세히 관측할 수 있다.
또한 적외선은 우주 초기에 생성된 아주 먼 고적색편이 은하들을 관측하는 데 쓰이기도 한다. 대기 중의 수증기와 이산화탄소가 천체에서 오는 적외선을 대부분 흡수해 버리므로, 적외선 망원경은 아주 높은 지역이나 우주 궤도에 위치한다.
역사적으로 가시광 이외에 처음으로 은하 연구에 사용된 전자기파는 전파였다.
전파 망원경으로 21 cm 선을 이용해서 우리은하 또는 외부 은하의 중성 수소를 관측할 수 있으며, 거대한 전파 간섭계(interferometer)를 사용하면 활동은하핵에서 나오는 제트를 아주 높은 분해능으로 볼 수 있다. 또한 밀리미터의 파장을 이용해서 은하의 분자 구름들을 관측하기도 한다.
자외선과 X-선을 이용하면 아주 높은 에너지가 발생하는 물리 현상을 관측할 수 있다. 자외선은 은하들에서 막 생성된 아주 젊은 별들의 분포를 연구하는 데 이용된다. 또한 먼 은하에서 별이 중심의 블랙홀로 빨려 들어가면서 강한 조석력 때문에 찢어지면서 내는 플레어를 관측하기도 한다.
X-선을 이용하면 은하단 내의 뜨거운 가스의 분포를 연구할 수도 있고, 은하 중심의 아주 무거운 블랙홀을 검출할 수 도 있다.

## 같이 보기
- 우리은하, 안드로메다 은하
- 은하의 형성과 진화
- 은하 목록(List of galaxies)
- 가까운 은하 목록
- 아주 무거운 블랙홀, 활동은하핵
- 은하에 관한 발견의 연표(Timeline of knowledge about galaxies)

### 내용주
1. ↑  세페이드 변광성에 두 개의 종족이 있는 것으로 밝혀져, 현재 안드로메다 은하까지의 거리는 약 230만 광년으로 수정되었다.
2. ↑  왼쪽에 위치한 것들은 "초기형"(early-type), 오른쪽의 것은 "후기형"(late-type)이라고 부른다.
3. ↑  이 용어는 보통 화학에서 사용하는 금속과는 다른 의미이다. 우주를 구성하는 원소는 대부분 수소와 헬륨으로 이루어져 있기 때문에, 천문학자들은 이 두 원소를 제외한 나머지를 "금속" 또는 "중원소"라고 부른다
4. ↑  5 MHz와 30 GHz사이의 전파는 지구 대기에 흡수 되지 않는다.

### 참조주
1. ↑  Sparke & Gallagher III 2000, i쪽
2. ↑  Hupp, E.; Roy, S.; Watzke, M. (2006년 8월 12일). “NASA Finds Direct Proof of Dark Matter”. NASA. 2020년 3월 28일에 원본 문서에서 보존된 문서. 2007년 4월 17일에 확인함.
3. ↑  “Unveiling the Secret of a Virgo Dwarf Galaxy”. ESO. 2000년 5월 3일. 2012년 7월 29일에 원본 문서에서 보존된 문서. 2007년 1월 3일에 확인함.
4. ↑  
Uson, J. M.; Boughn, S. P.; Kuhn, J. R. (1990). “The central galaxy in Abell 2029 – An old supergiant”. 《Science》 250 (4980): 539–540. Bibcode:1990Sci...250..539U. doi:10.1126/science.250.4980.539.
5. ↑  
Finley, D.; Aguilar, D. (2005년 11월 2일). “Astronomers Get Closest Look Yet At Milky Way's Mysterious Core”. National Radio Astronomy Observatory. 2006년 8월 10일에 확인함.
6. 1 2  
Jarrett, T. H. “Near-Infrared Galaxy Morphology Atlas”. California Institute of Technology. 2007년 1월 9일에 확인함.
7. ↑  
Gott III, J. R.; et al. (2005). “A Map of the Universe”. 《Astrophysical Journal》 624 (2): 463–484. arXiv:astro-ph/0310571. Bibcode:2005ApJ...624..463G. doi:10.1086/428890.
8. ↑  
Mackie, G. (2002년 2월 1일). “To see the Universe in a Grain of Taranaki Sand”. Swinburne University. 2006년 12월 20일에 확인함.
9. ↑  
“Hubble's Largest Galaxy Portrait Offers a New High-Definition View”. NASA. 2006년 2월 28일. 2007년 1월 3일에 확인함.
10. ↑  Gilman, D. “The Galaxies: Islands of Stars”. NASA/WMAP. 2012년 8월 2일에 원본 문서에서 보존된 문서. 2006년 8월 10일에 확인함.
11. ↑  
“Galaxy Clusters and Large-Scale Structure”. University of Cambridge. 2007년 1월 15일에 확인함.
12. ↑  Waller & Hodge 2003, 91쪽
13. ↑  
Koneãn˘, Lubomír. “Emblematics, Agriculture, and Mythography in The Origin of the Milky Way” (PDF). Academy of Sciences of the Czech Republic. 2006년 7월 20일에 원본 문서 (PDF)에서 보존된 문서. 2007년 1월 5일에 확인함.
14. ↑  
Harper, D. “galaxy”. 《Online Etymology Dictionary》. 2011년 11월 11일에 확인함.
15. ↑  
Rao, J. (2005년 9월 2일). “Explore the Archer's Realm”. Space.com. 2007년 1월 3일에 확인함.
16. ↑  Paul 1993, 16–18쪽
17. 1 2  Evans, J. C. (1998년 11월 24일). “Our Galaxy”. George Mason University. 2016년 4월 14일에 원본 문서에서 보존된 문서. 2007년 1월 4일에 확인함.
18. ↑  Kepple & Sanner 1998, 18쪽
19. ↑  
“Abd-al-Rahman Al Sufi (December 7, 903 – May 25, 986 A.D.)”. Observatoire de Paris. 2007년 4월 19일에 확인함.
20. ↑  
“The Large Magellanic Cloud, LMC”. Observatoire de Paris. 2007년 4월 19일에 확인함.
21. ↑  See text quoted from Wright's An original theory or new hypothesis of the Universe in Dyson, F. (1979). 《Disturbing the Universe》. Pan Books. 245쪽. ISBN 0-330-26324-2.
22. ↑  
Abbey, L. “The Earl of Rosse and the Leviathan of Parsontown”. 2012년 6월 4일에 원본 문서에서 보존된 문서. 2007년 1월 4일에 확인함.
23. ↑  
Slipher, V. M. (1913). “The radial velocity of the Andromeda Nebula”. 《Lowell Observatory Bulletin》 1: 56–57. Bibcode:1913LowOB...2...56S.
24. ↑  
Slipher, V. M. (1915). “Spectrographic Observations of Nebulae”. 《Popular Astronomy》 23: 21–24. Bibcode:1915PA.....23...21S.
25. ↑  
Weaver, H. F. “Robert Julius Trumpler”. US National Academy of Sciences. 2007년 1월 5일에 확인함.
26. ↑  
Hubble, E. P. (1929). “A spiral nebula as a stellar system, Messier 31”. 《Astrophysical Journal》 69: 103–158. Bibcode:1929ApJ....69..103H. doi:10.1086/143167.
27. ↑  
Sandage, A. (1989). “Edwin Hubble, 1889–1953”. 《Journal of the Royal Astronomical Society of Canada》 83 (6). 2007년 1월 8일에 확인함.
28. ↑  Tenn, J. “Hendrik Christoffel van de Hulst”. Sonoma State University. 2012년 5월 29일에 원본 문서에서 보존된 문서. 2007년 1월 5일에 확인함.
29. ↑  
López-Corredoira, M.; et al. (2001). “Searching for the in-plane Galactic bar and ring in DENIS”. 《Astronomy and Astrophysics》 373 (1): 139–152. arXiv:astro-ph/0104307. Bibcode:2001A&A...373..139L. doi:10.1051/0004-6361:20010560.
30. ↑  
Rubin, V. C. (1983). “Dark matter in spiral galaxies”. 《Scientific American》 248 (6): 96–106. Bibcode:1983SciAm.248...96R. doi:10.1038/scientificamerican0683-96.
31. ↑  
Rubin, V. C. (2000). “One Hundred Years of Rotating Galaxies”. 《Publications of the Astronomical Society of the Pacific》 112 (772): 747–750. Bibcode:2000PASP..112..747R. doi:10.1086/316573.
32. ↑  
“How many galaxies are there?”. NASA. 2002년 11월 27일. 2007년 1월 8일에 확인함.
33. 1 2  
Barstow, M. A. (2005). “Elliptical Galaxies”. Leicester University Physics Department. 2012년 7월 29일에 원본 문서에서 보존된 문서. 2006년 6월 8일에 확인함.
34. ↑  
“Galaxies”. Cornell University. 2005년 10월 20일. 2006년 8월 10일에 확인함.
35. ↑  
Smith, G. (2000년 3월 6일). “Galaxies — The Spiral Nebulae”. University of California, San Diego Center for Astrophysics & Space Sciences. 2012년 7월 10일에 원본 문서에서 보존된 문서. 2006년 11월 30일에 확인함.
36. ↑  Van den Bergh 1998, 17쪽
37. ↑  Bertin & Lin 1996, 65–85쪽
38. ↑  Belkora 2003, 355쪽
39. ↑  
Eskridge, P. B.; Frogel, J. A. (1999). “What is the True Fraction of Barred Spiral Galaxies?”. 《Astrophysics and Space Science》. 269/270: 427–430. Bibcode:1999Ap&SS.269..427E. doi:10.1023/A:1017025820201.
40. ↑  
Bournaud, F.; Combes, F. (2002). “Gas accretion on spiral galaxies: Bar formation and renewal”. 《Astronomy and Astrophysics》 392 (1): 83–102. arXiv:astro-ph/0206273. Bibcode:2002A&A...392...83B. doi:10.1051/0004-6361:20020920.
41. ↑  
Knapen, J. H.; Pérez-Ramírez, D.; Laine, S. (2002). “Circumnuclear regions in barred spiral galaxies — II. Relations to host galaxies”. 《Monthly Notices of the Royal Astronomical Society》 337 (3): 808–828. arXiv:astro-ph/0207258. Bibcode:2002MNRAS.337..808K. doi:10.1046/j.1365-8711.2002.05840.x.
42. ↑  
Alard, C. (2001). “Another bar in the Bulge”. 《Astronomy and Astrophysics Letters》 379 (2): L44–L47. arXiv:astro-ph/0110491. Bibcode:2001A&A...379L..44A. doi:10.1051/0004-6361:20011487.
43. ↑  
Sanders, R. (2006년 1월 9일). “Milky Way galaxy is warped and vibrating like a drum”. UCBerkeley News. 2006년 5월 24일에 확인함.
44. ↑  
Bell, G. R.; Levine, S. E. (1997). “Mass of the Milky Way and Dwarf Spheroidal Stream Membership”. 《Bulletin of the American Astronomical Society》 29 (2): 1384. Bibcode:1997AAS...19110806B.
45. ↑  “Spitzer Reveals What Edwin Hubble Missed”. Harvard-Smithsonian Center for Astrophysics. 2004년 5월 31일. 2012년 6월 4일에 원본 문서에서 보존된 문서. 2006년 12월 6일에 확인함.
46. ↑  
R. A. Gerber; S. A. Lamb, D. S. Balsara (1994). “Ring Galaxy Evolution as a Function of "Intruder" Mass”. 《Bulletin of the American Astronomical Society》 26: 911. Bibcode:1994AAS...184.3204G.
47. ↑  
“ISO unveils the hidden rings of Andromeda”. European Space Agency. 1998년 10월 14일. 1999년 8월 28일에 원본 문서에서 보존된 문서. 2006년 5월 24일에 확인함.
48. ↑  
Barstow, M. A. (2005). “Irregular Galaxies”. University of Leicester. 2012년 2월 27일에 원본 문서에서 보존된 문서. 2006년 12월 5일에 확인함.
49. ↑  
Phillipps, S.; Drinkwater, M. J.; Gregg, M. D.; Jones, J. B. (2001). “Ultracompact Dwarf Galaxies in the Fornax Cluster”. 《Astrophysical Journal》 560 (1): 201–206. arXiv:astro-ph/0106377. Bibcode:2001ApJ...560..201P. doi:10.1086/322517.
50. ↑  
Groshong, K. (2006년 4월 24일). “Strange satellite galaxies revealed around Milky Way”. New Scientist. 2006년 11월 15일에 원본 문서에서 보존된 문서. 2007년 1월 10일에 확인함.
51. 1 2 3  
“Galaxy Interactions”. University of Maryland Department of Astronomy. 2006년 5월 9일에 원본 문서에서 보존된 문서. 2006년 12월 19일에 확인함.
52. 1 2 3  
“Interacting Galaxies”. Swinburne University. 2006년 12월 19일에 확인함.
53. ↑  
“Happy Sweet Sixteen, Hubble Telescope!”. NASA. 2006년 4월 24일. 2006년 8월 10일에 확인함.
54. ↑  
“Starburst Galaxies”. Harvard-Smithsonian Center for Astrophysics. 2006년 8월 29일. 2006년 8월 10일에 확인함.
55. ↑  
Kennicutt Jr., R. C.; et al. (2005). 《Demographics and Host Galaxies of Starbursts》. Springer. 187쪽. Bibcode:2005sdlb.proc..187K.
56. ↑  
Smith, G. (2006년 7월 13일). “Starbursts & Colliding Galaxies”. University of California, San Diego Center for Astrophysics & Space Sciences. 2012년 7월 7일에 원본 문서에서 보존된 문서. 2006년 8월 10일에 확인함.
57. ↑  
Keel, B. (2006년 9월). “Starburst Galaxies”. University of Alabama. 2006년 12월 11일에 확인함.
58. 1 2  
Keel, W. C. (2000). “Introducing Active Galactic Nuclei”. University of Alabama. 2006년 12월 6일에 확인함.
59. 1 2  
Lochner, J.; Gibb, M. “A Monster in the Middle”. NASA. 2006년 12월 20일에 확인함.
60. 1 2  
Heckman, T. M. (1980). “An optical and radio survey of the nuclei of bright galaxies — Activity in normal galactic nuclei”. 《Astronomy and Astrophysics》 87: 152–164. Bibcode:1980A&A....87..152H.
61. ↑  
Ho, L. C.; Filippenko, A. V.; Sargent, W. L. W. (1997). “A Search for "Dwarf" Seyfert Nuclei. V. Demographics of Nuclear Activity in Nearby Galaxies”. 《Astrophysical Journal》 487 (2): 568–578. arXiv:astro-ph/9704108. Bibcode:1997ApJ...487..568H. doi:10.1086/304638.
62. 1 2  
“Search for Submillimeter Protogalaxies”. Harvard-Smithsonian Center for Astrophysics. 1999년 11월 18일. 2008년 3월 25일에 원본 문서에서 보존된 문서. 2007년 1월 10일에 확인함.
63. ↑  
Firmani, C.; Avila-Reese, V. (2003). “Physical processes behind the morphological Hubble sequence”. 《Revista Mexicana de Astronomía y Astrofísica》 17: 107–120. arXiv:astro-ph/0303543. Bibcode:2003RMxAC..17..107F.
64. ↑  
McMahon, R. (2006). “Journey to the birth of the Universe”. 《Nature》 443 (7108): 151–2. Bibcode:2006Natur.443..151M. doi:10.1038/443151a. PMID 16971933.
65. ↑  
Daniel J. Mortlock, Stephen J. Warren, Bram P. Venemans 외. (2011). “A luminous quasar at a redshift of z = 7.085”. 《Nature》 474: 616–619. arXiv:1106.6088. Bibcode:2011Natur.474..616M. doi:10.1038/nature10159.
66. ↑  
Eggen, O. J.; Lynden-Bell, D.; Sandage, A. R. (1962). “Evidence from the motions of old stars that the Galaxy collapsed”. 《Reports on Progress in Physics》 136: 748. Bibcode:1962ApJ...136..748E. doi:10.1086/147433.
67. ↑  
Searle, L.; Zinn, R. (1978). “Compositions of halo clusters and the formation of the galactic halo”. 《Astrophysical Journal》 225 (1): 357–379. Bibcode:1978ApJ...225..357S. doi:10.1086/156499.
68. ↑  
Heger, A.; Woosley, S. E. (2002). “The Nucleosynthetic Signature of Population III”. 《Astrophysical Journal》 567 (1): 532–543. arXiv:astro-ph/0107037. Bibcode:2002ApJ...567..532H. doi:10.1086/338487.
69. ↑  
Barkana, R.; Loeb, A. (1999). “In the beginning: the first sources of light and the reionization of the universe”. 《Physics Reports》 349 (2): 125–238. arXiv:astro-ph/0010468. Bibcode:2001PhR...349..125B. doi:10.1016/S0370-1573(01)00019-9.
70. ↑  
Villard, R.; Samarrai, F.; Thuan, T.; Ostlin, G. (2004년 12월 1일). “Hubble Uncovers a Baby Galaxy in a Grown-Up Universe”. HubbleSite News Center. 2007년 1월 11일에 확인함.
71. ↑  
Weaver, D.; Villard, R. (2007년 10월 16일). “Hubble Finds 'Dorian Gray' Galaxy”. HubbleSite News Center. 2007년 10월 16일에 확인함.
72. ↑  
“Simulations Show How Growing Black Holes Regulate Galaxy Formation”. Carnegie Mellon University. 2005년 2월 9일. 2012년 6월 4일에 원본 문서에서 보존된 문서. 2007년 1월 7일에 확인함.
73. ↑  
Massey, R. (2007년 4월 21일). “Caught in the act; forming galaxies captured in the young universe”. Royal Astronomical Society. 2011년 7월 16일에 원본 문서에서 보존된 문서. 2007년 4월 20일에 확인함.
74. ↑  
Noguchi, M. (1999). “Early Evolution of Disk Galaxies: Formation of Bulges in Clumpy Young Galactic Disks”. 《Astrophysical Journal》 514 (1): 77–95. arXiv:astro-ph/9806355. Bibcode:1999ApJ...514...77N. doi:10.1086/306932.
75. ↑  Baugh, C.; Frenk, C. (May 1999). “How are galaxies made?”. PhysicsWeb. 2012년 6월 4일에 원본 문서에서 보존된 문서. 2007년 1월 16일에 확인함.
76. ↑  
Gonzalez, G. (1998). 《The Stellar Metallicity — Planet Connection》. 431쪽. Bibcode:1998bdep.conf..431G.
77. ↑  
Conselice, C. J. (2007년 2월). “The Universe's Invisible Hand”. 《Scientific American》 296 (2): 35–41.
78. ↑  
Ford, H.; et al. (2002년 4월 30일). “Hubble's New Camera Delivers Breathtaking Views of the Universe”. Hubble News Desk. 2007년 5월 8일에 확인함.
79. ↑  
Struck, Curtis (1999). “Galaxy collisions”. 《Physics Reports》 321 (1-3): 1–137. doi:10.1016/S0370-1573(99)00030-7. ISSN 0370-1573.
80. ↑  Wong, J. (2000년 4월 14일). “Astrophysicist maps out our own galaxy's end”. University of Toronto. 2007년 1월 8일에 원본 문서에서 보존된 문서. 2007년 1월 11일에 확인함.
81. ↑  
Panter, B.; Jimenez, R.; Heavens, A. F.; Charlot, S. (2007). “The star formation histories of galaxies in the Sloan Digital Sky Survey”. 《Monthly Notices of the Royal Astronomical Society》 378 (4): 1550–1564. arXiv:astro-ph/0608531. Bibcode:2007MNRAS.378.1550P. doi:10.1111/j.1365-2966.2007.11909.x.
82. ↑  
“Groups & Clusters of Galaxies”. NASA/Chandra. 2007년 1월 15일에 확인함.
83. ↑  Ricker, P. “When Galaxy Clusters Collide”. San Diego Supercomputer Center. 2012년 8월 5일에 원본 문서에서 보존된 문서. 2008년 8월 27일에 확인함.
84. ↑  
Dahlem, M. (2006년 11월 24일). “Optical and radio survey of Southern Compact Groups of galaxies”. University of Birmingham Astrophysics and Space Research Group. 2007년 6월 13일에 원본 문서에서 보존된 문서. 2007년 1월 15일에 확인함.
85. ↑  Ponman, T. (2005년 2월 25일). “Galaxy Systems: Groups”. University of Birmingham Astrophysics and Space Research Group. 2009년 2월 15일에 원본 문서에서 보존된 문서. 2007년 1월 15일에 확인함.
86. ↑  Dubinski, J. (1998). “The Origin of the Brightest Cluster Galaxies”. 《Astrophysical Journal》 502 (2): 141–149. arXiv:astro-ph/9709102. Bibcode:1998ApJ...502..141D. doi:10.1086/305901. 2011년 5월 14일에 원본 문서에서 보존된 문서. 2012년 5월 5일에 확인함.
87. ↑  
Bahcall, N. A. (1988). “Large-scale structure in the universe indicated by galaxy clusters”. 《Annual Review of Astronomy and Astrophysics》 26 (1): 631–686. Bibcode:1988ARA&A..26..631B. doi:10.1146/annurev.aa.26.090188.003215.
88. ↑  
Mandolesi, N.; et al. (1986). “Large-scale homogeneity of the Universe measured by the microwave background”. 《Letters to Nature》 319 (6056): 751–753. Bibcode:1986Natur.319..751M. doi:10.1038/319751a0.
89. ↑  
van den Bergh, S. (2000). “Updated Information on the Local Group”. 《Publications of the Astronomical Society of the Pacific》 112 (770): 529–536. arXiv:astro-ph/0001040. Bibcode:2000PASP..112..529V. doi:10.1086/316548.
90. ↑  
Tully, R. B. (1982). “The Local Supercluster”. 《Astrophysical Journal》 257: 389–422. Bibcode:1982ApJ...257..389T. doi:10.1086/159999.
91. ↑  
“Near, Mid & Far Infrared”. IPAC/NASA. 2012년 5월 29일에 원본 문서에서 보존된 문서. 2007년 1월 2일에 확인함.
92. ↑  “The Effects of Earth's Upper Atmosphere on Radio Signals”. NASA. 2012년 5월 29일에 원본 문서에서 보존된 문서. 2006년 8월 10일에 확인함.
93. ↑  “NASA Telescope Sees Black Hole Munch on a Star”. NASA. 2006년 12월 5일. 2012년 6월 4일에 원본 문서에서 보존된 문서. 2007년 1월 2일에 확인함.
94. ↑  
Dunn, R. “An Introduction to X-ray Astronomy”. Institute of Astronomy X-Ray Group. 2007년 1월 2일에 확인함.

## 추가 참고 도서
- Belkora, L. (2003). 《Minding the Heavens: the Story of our Discovery of the Milky Way》. CRC Press. ISBN 0-7503-0730-7.
- Bertin, G.; Lin, C.-C. (1996). 《Spiral Structure in Galaxies: a Density Wave Theory》. MIT Press. ISBN 0-262-02396-2.
- Binney, J.; Merrifield, M. (1998). 《Galactic Astronomy》. Princeton University Press. ISBN 0-691-00402-1. OCLC 39108765.
- Dickinson, T. (2004). 《The Universe and Beyond》 4판. Firefly Books. ISBN 1-55297-901-6. OCLC 55596414.
- Heidarzadeh, T. (2008). 《A History of Physical Theories of Comets, from Aristotle to Whipple》. Springer. ISBN 1-4020-8322-X.
- Kepple, G. R.; Sanner, G. W. (1998). 《The Night Sky Observer's Guide, Volume 1》. Willmann-Bell. ISBN 0-943396-58-1.
- Mohamed, M. (2000). 《Great Muslim Mathematicians》. Penerbit UTM. ISBN 983-52-0157-9. OCLC 48759017.
- Paul, E. R. (1993). 《The Milky Way Galaxy and Statistical Cosmology, 1890–1924》. Cambridge University Press. ISBN 0-521-35363-7.
- Sparke, L. S.; Gallagher III, J. S. (2000). 《Galaxies in the Universe: An Introduction》. Cambridge University Press. ISBN 0-521-59740-4.
- Van den Bergh, S. (1998). 《Galaxy Morphology and Classification》. Cambridge University Press. ISBN 0-521-62335-9.
- Waller, W. H.; Hodge, P. W. (2003). 《Galaxies and the Cosmic Frontier》. Harvard University Press. ISBN 0-674-01079-5.